# La cita (Goya)
Il s'agit d'une œuvre de Goya ; pour le film, voir La cita.
Le Rendez-vous
La cita (« Le Rendez-vous ») est une peinture réalisée par Francisco de Goya en 1779-1780 et faisant partie de la quatrième série des cartons pour tapisserie destinée à l'antichambre du Prince des Asturies au Palais du Pardo.

## Contexte de l'œuvre
Tous les tableaux de la quatrième série sont destinés à l'antichambre du Prince des Asturies, c'est-à-dire de celui qui allait devenir Charles IV et de son épouse Marie Louise de Parme, au palais du Pardo. Le tableau fut livré à la Fabrique royale de tapisserie le 24 janvier 1780.
Il fut considéré perdu jusqu'en 1869, lorsque la toile fut découverte dans le sous-sol du Palais royal de Madrid par Gregorio Cruzada Villaamil, et fut remise au musée du Prado en 1870 par les ordonnances du 19 janvier et du 9 février 1870, où elle est exposée dans la salle 91. La toile est citée pour la première fois dans le catalogue du musée du Prado en 1876.
La série était composée de El Ciego de la guitarra, El Columpio, Las Lavanderas, La Novillada, El Resguardo de tabacos, El Muchacho del pájaro et El Niño del árbol, Los Leñadores, El Majo de la guitarra, La cita, El Médico, El Balancín et deux cartons perdus, El Perro et La Fuente.

## Analyse
Une femme est assise au premier plan, portant un foulard et reposant sa tête sur sa main. D'autres majos, plus loin, lui proposent une scène galante, mais elle semble désabusée avec son mouchoir dans la main. Le format long indique que la tapisserie était destinée à un dessus-de-porte. 
Goya reçut 1 000 réaux pour chacun des cartons de cette série. Le tableau peut faire référence à la mélancolie, par l'expression de la jeune femme et des couleurs sombres. La technique utilisée applique une couleur vive qui rappelle Velázquez. La perspective était une technique sûre de Goya à l'époque, en particulier pour les tableaux destinés aux hauts-de-porte.
Comme le reste de la série, on y note le style français. La technique est rapide, sommaire, la touche du pinceau est forte et modifie la préparation de la toile en rouge, mais sans la cacher.